# Jack Kirby (cầu thủ bóng đá người Anh)
John Kirby (30 tháng 9 năm 1910 - 15 tháng 6 năm 1960) là một cầu thủ bóng đá người Anh thi đấu ở vị trí thủ môn.
Kirby gia nhập Derby County từ Newhall United vào tháng 4 năm 1929 và có màn ra mắt ở mùa giải 1929-30. Năm 1934 ông nằm trong đội hình của Derby có chuyến du đấu ở Đức. Kirby đã bất chấp các nhà chức trách Đức bằng cách là thành viên duy nhất của đội từ chối chào Đức Quốc xã trước mỗi trận đấu. Vào tháng 8 năm 1938 ông trở thành cầu thủ-huấn luyện viên của Folkestone Town, cho đến tháng 8 năm 1939.